# Mièges
Mièges ist eine französische Gemeinde im Département Jura in der Region Bourgogne-Franche-Comté.

## Gliederung
| Ortsteil         | ehemaliger INSEE-Code | Fläche (km²) | Höhenlage (m) | Einwohnerzahl (2016) | Dichte (Einw. je km²) |
| ---------------- | --------------------- | ------------ | ------------- | -------------------- | --------------------- |
| Esserval-Combe00 | 39213                 | 1,76         | 730–846       | 023                  | 13,1                  |
| Mièges           | 39329                 | 3,19         | 721–831       | 106                  | 33,2                  |
| Molpré           | 39340                 | 2,73         | 739–879       | 026                  | 09,5                  |

## Geographie
Mièges liegt auf 750 m, etwa elf Kilometer ostnordöstlich der Stadt Champagnole (Luftlinie). Das Bauerndorf erstreckt sich im Jura, im Val de Mièges leicht erhöht zwischen den Talniederungen der Serpentine im Süden und des Ruisseau du Gouffre de l’Houle im Westen, gegenüber von Nozeroy.
Die Fläche des 7,68 km² großen Gemeindegebiets umfasst einen Abschnitt des französischen Juras. Die südliche Grenze verläuft entlang der Serpentine, die hier mit gewundenem Lauf durch eine breite Talniederung nach Westen fließt und das Gebiet zum Ain entwässert. Von dieser Mulde des Val de Mièges erstreckt sich das Gemeindeareal nordwärts auf das angrenzende Hochplateau, auf dem mit 831 m die höchste Erhebung von Mièges erreicht wird. Der westliche Teil des Gebietes wird von der Talniederung des Ruisseau du Gouffre de l’Houle (Zufluss der Serpentine) eingenommen. Ganz im Westen reicht das Gebiet auf das Hochplateau von Doye (800 m).
Nachbargemeinden von Mièges sind Plénise und Esserval-Combe im Norden, Censeau und Molpré im Osten, Nozeroy im Süden sowie Doye, Onglières und Plénisette im Westen.

## Geschichte
Bereits im 6. Jahrhundert wird Mièges erstmals urkundlich erwähnt. Im 9. Jahrhundert wurde hier von Mönchen aus dem Kloster Saint-Oyend-de-Joux (heute Saint-Claude) ein Priorat gegründet. Die Mönche machten das Land in der Umgebung urbar und legten damit den Grundstein für die Besiedlung des Val de Mièges. Nachdem die Bevölkerung 1348 durch eine Pestepidemie stark dezimiert worden war, wurden der Ortschaft, die nun zur Herrschaft Nozeroy gehörte, im Jahr 1350 gewisse Freiheitsrechte zugesprochen, um die Wiederbesiedlung des Gebietes zu fördern. Im Jahr 1639 wurde Mièges von den vorbeiziehenden Truppen des Herzogs Bernhard von Sachsen-Weimar geplündert und zerstört. Zusammen mit der Franche-Comté gelangte das Dorf mit dem Frieden von Nimwegen 1678 an Frankreich. Das 1813 nach Mièges eingemeindete Dorf Molpré wurde 1846 wieder abgetrennt und erhielt seine Selbständigkeit zurück.
Am 1. Januar 2016 wurden die Gemeinden Esserval-Combe und Molpré nach Mièges eingegliedert.

## Sehenswürdigkeiten
Die aus dem Mittelalter stammende Dorfkirche von Mièges wurde später mehrfach umgebaut. Sie besitzt ein bemerkenswertes, mit Skulpturen versehenes Portal aus dem 16. Jahrhundert und eine reiche Ausstattung, darunter Statuen aus dem 15. Jahrhundert, Chorgestühl aus dem 17. Jahrhundert und einen Altar aus dem 18. Jahrhundert. Die Kapelle Notre-Dame de Mièges (im 19. Jahrhundert restauriert) ist ein Pilgerziel.

## Bevölkerung
Mit 165 Einwohnern (Stand 1. Januar 2022) gehört Mièges zu den kleinsten Gemeinden des Département Jura. Nachdem die Einwohnerzahl in der ersten Hälfte des 20. Jahrhunderts deutlich abgenommen hatte (1896 wurden noch 243 Personen gezählt), wurden seit Mitte der 1970er Jahre nur noch geringe Schwankungen verzeichnet.

### Bevölkerungsentwicklung
| Gemeinde                   | Einwohnerzahlen (Census) |      |      |      |      |      |      |      |      |      |      |
| Gemeinde                   | 1962                     | 1968 | 1975 | 1982 | 1990 | 1999 | 2006 | 2008 | 2011 | 2013 | 2016 |
| -------------------------- | ------------------------ | ---- | ---- | ---- | ---- | ---- | ---- | ---- | ---- | ---- | ---- |
| Esserval-Combe00           | 31                       | 30   | 23   | 20   | 17   | 21   | 12   | 15   | 18   | 20   | 23   |
| Mièges                     | 141                      | 125  | 111  | 103  | 111  | 91   | 95   | 99   | 88   | 84   | 106  |
| Molpré                     | 51                       | 53   | 35   | 38   | 32   | 33   | 29   | 29   | 22   | 21   | 26   |
| Mièges                     | 223                      | 208  | 169  | 161  | 160  | 145  | 136  | 143  | 128  | 125  | 155  |
| Quellen: Cassini und INSEE |                          |      |      |      |      |      |      |      |      |      |      |

Die (Gesamt-)Einwohnerzahlen der Gemeinde Mièges wurden durch Addition der bis Ende 2015 selbständigen Gemeinden ermittelt.

## Wirtschaft und Infrastruktur
Mièges war bis weit ins 20. Jahrhundert hinein ein vorwiegend durch die Landwirtschaft, insbesondere Milchwirtschaft und Viehzucht geprägtes Dorf. Noch heute leben die Bewohner zur Hauptsache von der Tätigkeit im ersten Sektor. Außerhalb des primären Sektors gibt es nur wenige Arbeitsplätze im Dorf. Einige Erwerbstätige sind auch Wegpendler, die in den umliegenden größeren Ortschaften ihrer Arbeit nachgehen.
Die Ortschaft liegt abseits der größeren Durchgangsstraßen an einer Departementsstraße, die von Nozeroy nach Censeau führt. Weitere Straßenverbindungen bestehen mit Charbonny, Plénise und Molpré.